# جوليا صوالحة (كاتبة)
جوليا عودة الله مرار صوالحة (1905- 1996 م)، هي روائية أردنية. صاحبة أول رواية لكاتبة أردنية، هي «سلوى» التي صدرت عام 1976م.

## نشأتها وحياتها
وُلدت جوليا عودة الله مرار صوالحة سنة 1905م في مدينة مادبا، في فترة إمارة شرق الأردن. درَست الابتدائية واللغة الفرنسية في مدينتَي مادبا والقدس من (1910 حتى 1915م). نشأت في بيئة شاقة وزمن لم يتح للمرأة فرصاً للتعليم العالي، بل انشغلت بتربية أطفالها وتأمين حياة أسرتها، فأدارت أول مخيطة في مادبا عام 1925م، ثم أسست مصنعاً للثلج عام 1949م، ثم صالوناً لتجميل السيدات عام 1960م، أدارت فندقاً في عمّان عام 1988م، فكانت رائدة في مبادراتها ومشاريعها العملية المستقلة؛ لذا لم تسمح لها ظروف الحياة بكتابة أول رواية لها إلا وهي في السبعين من عمرها.
جوليا صوالحة هي جدة الممثلة البريطانية جوليا صوالحة (ممثلة).

## أعمالها الأدبية
- “سلوى”، رواية، صدرت عن مطبعة التوفيق، عمّان، 1976.
- “النشمي”، رواية صدرت عن جمعية عمّال المطابع التعاونية، عمّان، 1979.
- “هل ترجعين؟”، رواية صدرت عن مطبعة الصفدي، عمّان، 1979.
- “شهب ونجوم”، شعر، عمّان، 1981.
- "الحق الضائع”، رواية صدرت في عمّان، 1984.
- “نار ورماد”، مجموعة قصصية، صدرت عن مطبعة عمّان، عمّان، 1984.
- “اليتيمة”، قصة، مطبعة شاهين، عمّان، 1985.

استوحت رواياتها سلوى والنشمي ونار ورماد من سيرتها الذاتية، فتصف فيهن جوليا صوالحة بعض وقائع حياتها وتفاعلها مع الحياة والمجتمع في قطع مسيرتها الشاقة. تمثّل روايات جوليا صوالحة السيرية شهادة حية على زمنها ومجتمعها في شرق الأردن في الزمن الممتد من عهد الإمارة إلى أوائل ثمانينات القرن العشرين بفكره وثقافته وقيمه وعاداته.